# Amasoner
För andra betydelser, se Amazon.

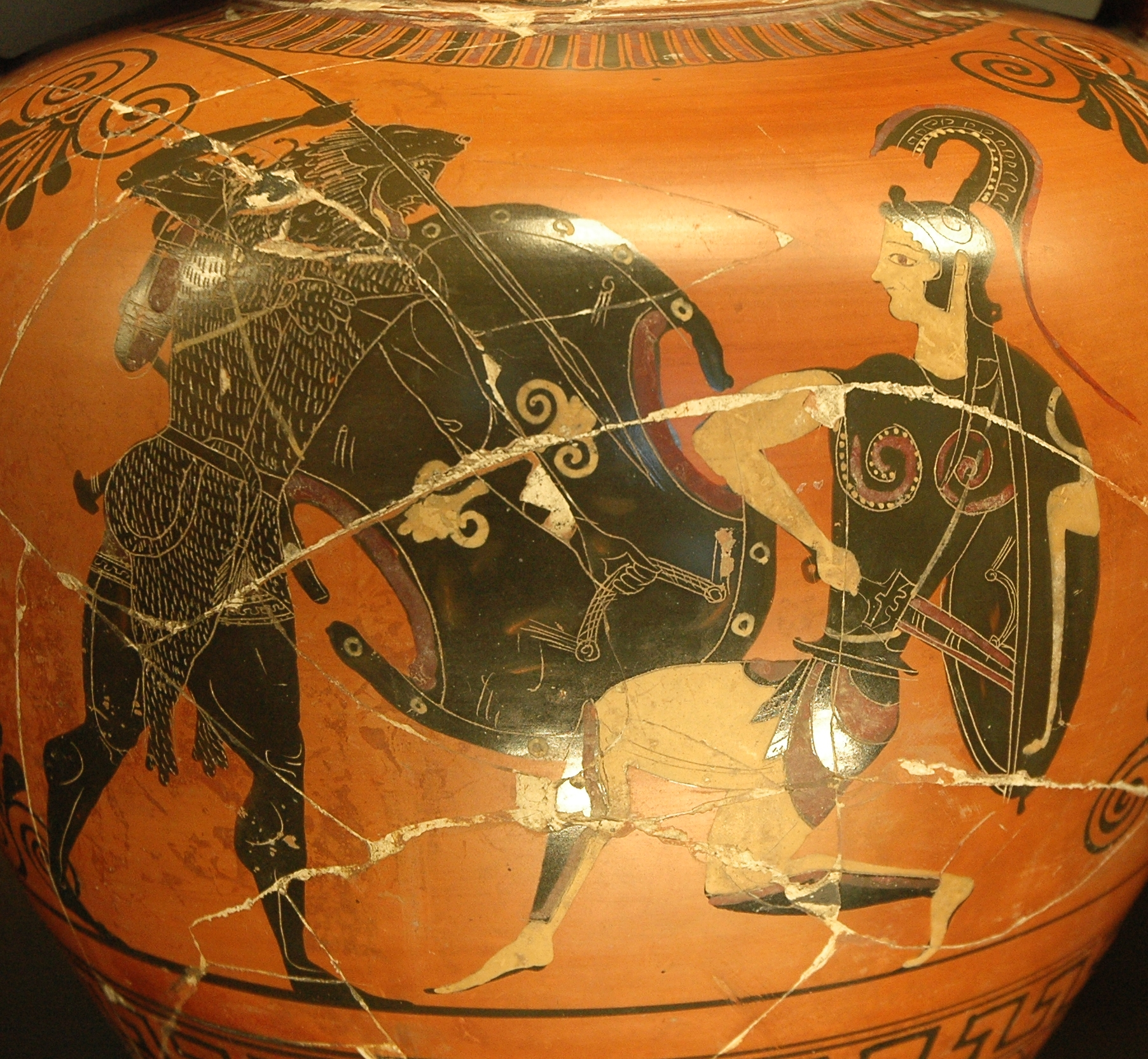
Herakles i strid med amasoner. Amfora från 500-talet f.Kr.

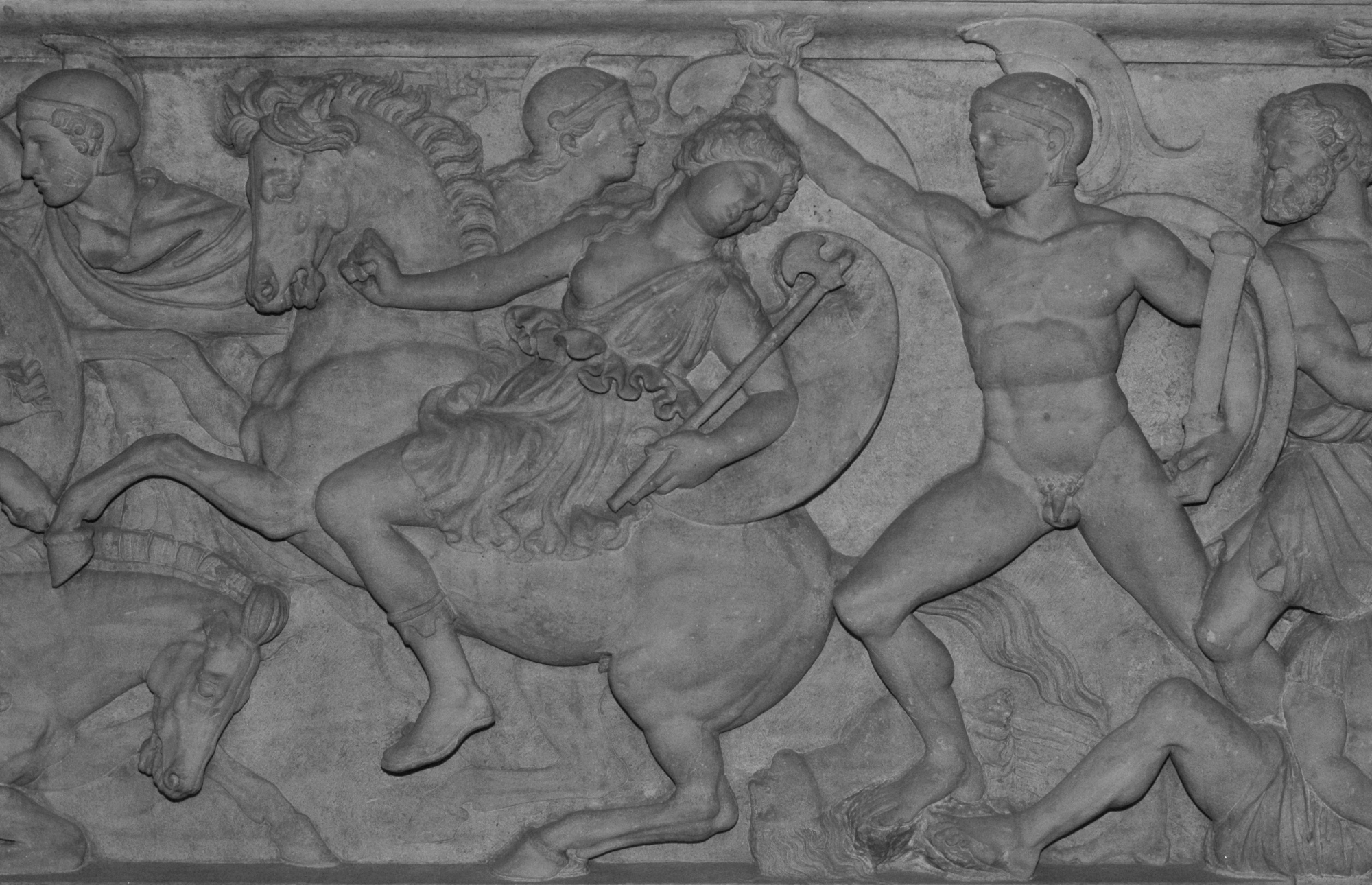
Relief föreställande amazonomachi

Amasoner (grekiska αμαζόνες) var i grekisk mytologi en stam av iranska kvinnokrigare i Sarmatien i Skytien. Amasonerna talade skytiska, ett östiranskt språk.
Enligt vissa versioner av myten om amasonerna var de döttrar till den olympiska guden Ares. De strider som de grekiska heroerna utkämpar mot amasonerna kallas amazonomachi.
Amasonernas hemvist lokaliserades av grekerna till en början i nordöstra mindre Asien, senare ansågs de bosatta i Centralasien.
Amasoner sades leva i en kvinnostat helt utan män. En grannstam gjorde de unga flickorna gravida två månader om året. Alla pojkar som föddes sattes ut i skogen eller sändes till sina fäder sedan man gjort dem inkapabla att strida. Flickorna uppfostrades i en krigarkult där man skulle ha dödat tre fiender i strid innan man fick lov att skaffa barn.
En senare etymologisk myt, som försöker förklara namnet "amazoner" ur "utan bröst", menade att amasonerna skar av sitt högra bröst för att lättare kunna hantera en pilbåge. I den grekiska konsten avbildas dock aldrig amasonerna så.

## Etymologi
Ordet amazon härstammar från fornpersiskans hamazan i betydelsen "krigare".

## Mytens faktabakgrund
Den grekiska myten om Amasonerna härrör från det faktum att det skytiska samhället var mer jämställt än det grekiska, även krigarbanan var öppen för kvinnor.
Den skytiska stridstekniken, beridna bågskyttar, gynnar inte i första hand explosiv styrka alltså hade det övertag i form av fysisk styrka som män har över kvinnor mindre betydelse för en skytisk krigarkarriär.
När skytiska krigargravar har analyserats med modern DNA-teknik har man kunnat konstatera att en tredjedel av de funna krigarna var kvinnor. Bland fynden av konstaterade kvinnor som fått en krigarbegravning hade många av kropparna typiska, läkta eller dödliga, stridsskador.

## Amasoner i konsten
I antika motiv avbildades amasonerna ofta med persiska mössor, yxor och andra utländska attribut för att tydligt markera vad som är främmande och oacceptabelt med dem. Inte helt oväntat är många av avbildningarna på detta tema romantiskt vinklade och dramatiskt utsmyckade. Ett vanligt förekommande motiv på svartfigurig och rödfigurig keramik är Akilles som blir förälskad i amasonernas drottning Penthesileia, i samma stund som han dräper henne. Amazonomachi, gigantomachi och centauromachi uppfattas av vissa forskare som tydliga allegorier för riktiga händelser, så som exempelvis Atens segrar mot perserna under Persiska krigen. Alla tre motiv förekom på Fidias Athenastaty i Parthenontemplet i Aten. Motiven är även vanligt förekommande i Delphi. Enligt Dowden kan amasonerna i dessa fall symbolisera grekernas syn på perserna som ett tjänarfolk (passiva = kvinnliga).

## Symbolik
Enligt vissa forskare är amasonerna och amazonomachi till för att visa hur saker och ting inte skall vara enligt det antika Greklands patriarkat. Männen skulle arbeta utomhus, resa och föra krig; vara aktiva. Kvinnorna, speciellt i enlighet med atenska ideal, skulle hålla sig inomhus och vara passiva. Eftersom amasonerna för sina egna krig, inte gifter sig och lever i matriarkat så måste de bekämpas, annars hotas både fortplantningen och könsrollerna. Många av antikens hjältar får en chans att besegra amasonerna exempelvis Herakles, Akilles och Theseus.

## Bildgalleri

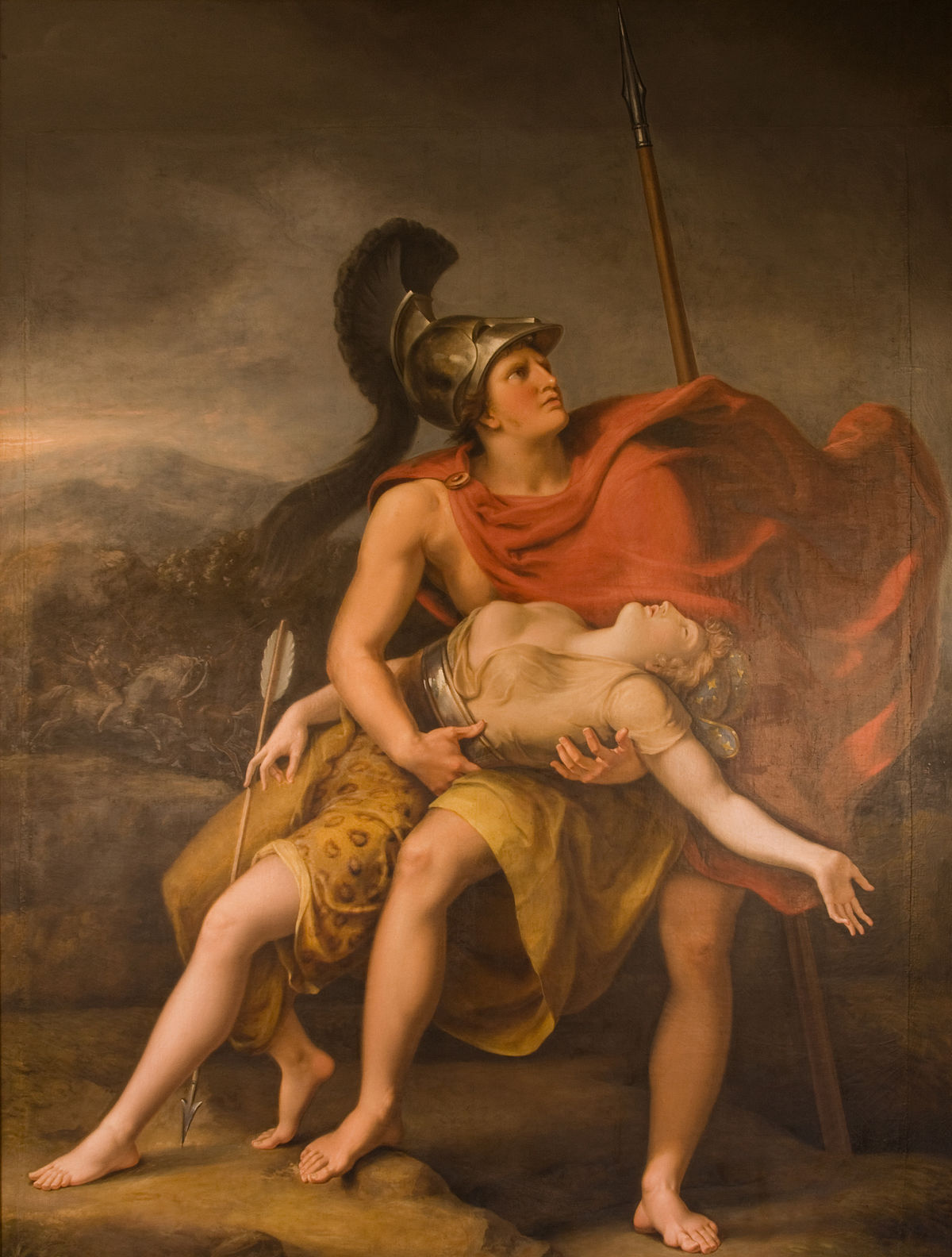
Achill och Penthesila
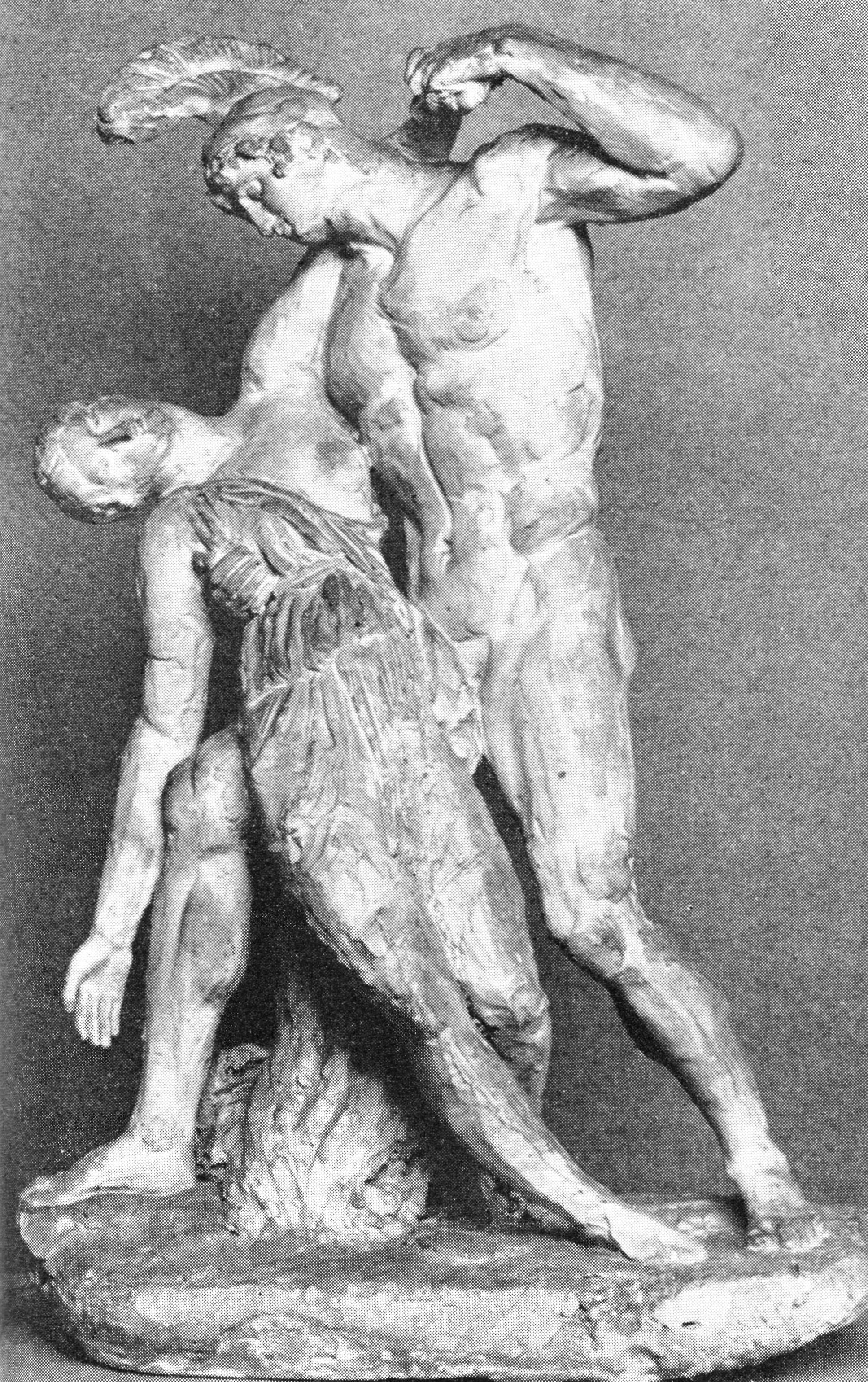
Achilles och Penthesilea
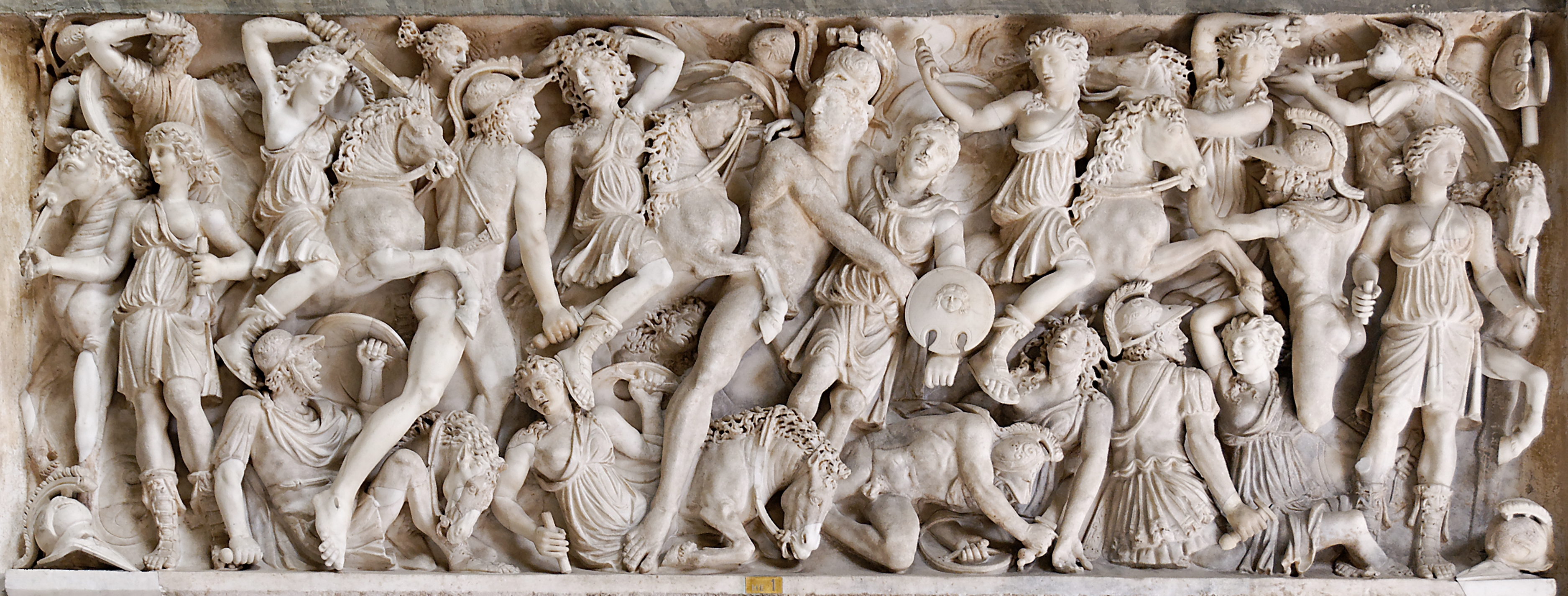
Trojanska kriget: Greker mot amasoner I reliefens centrum: Achilles och den döende Penthesilea
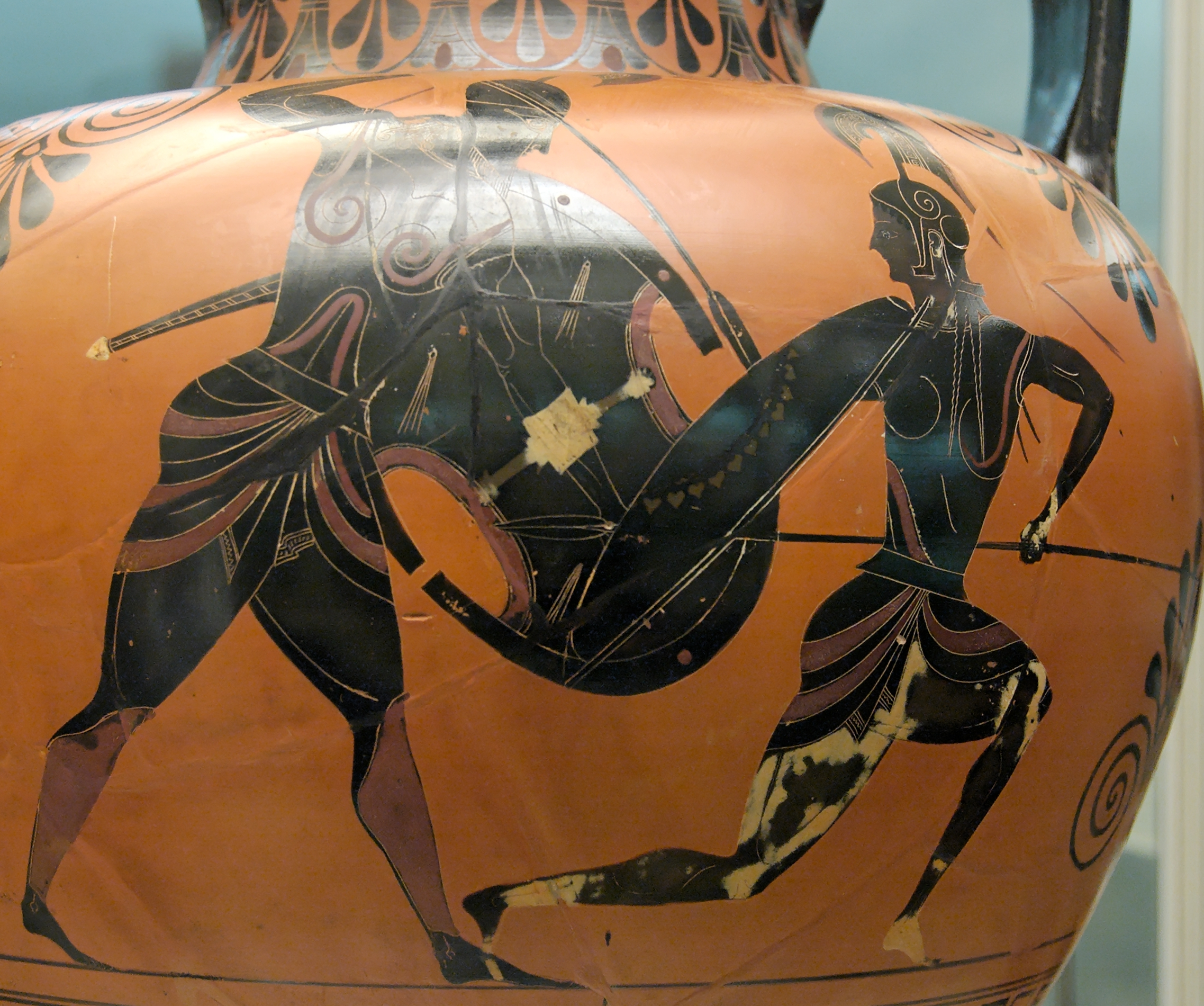
Achilles och Penthesileia
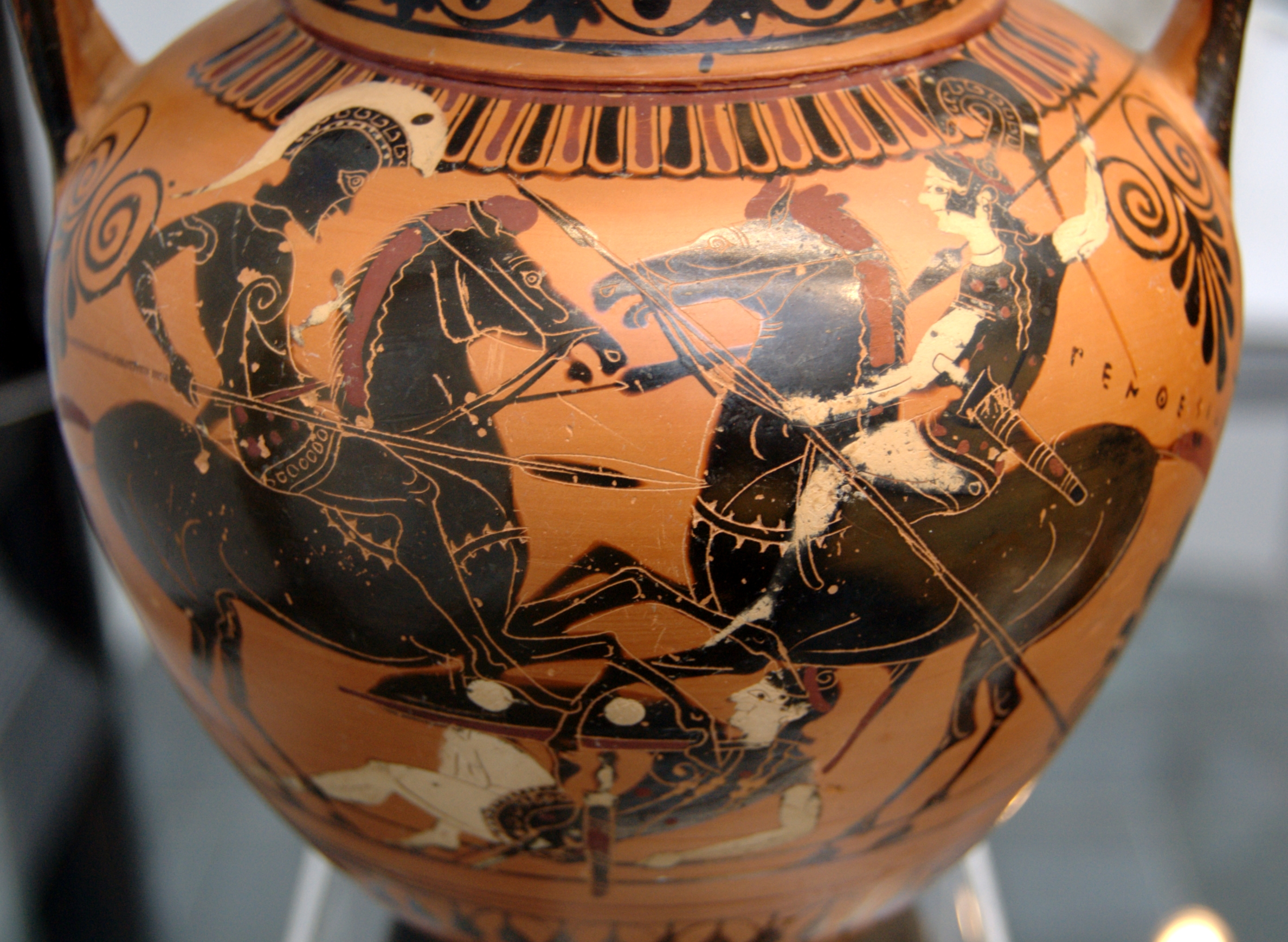
Akhilleus och Penthesileia
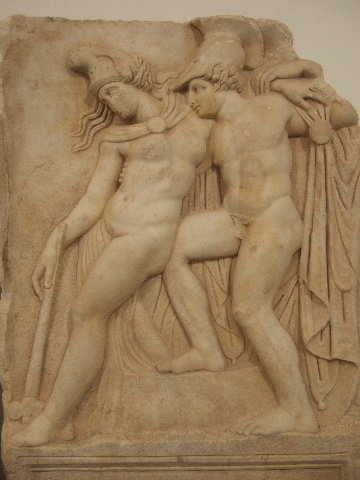
Achilles och Penthesilea